# Josef Kvasnička (novinář)
Josef Kvasnička (* 23. dubna 1972 Bystřice pod Hostýnem) je český novinář a reportér, od roku 2023 moderuje hlavní zpravodajskou relaci České televize Události.

## Život
V letech 1986 až 1990 absolvoval Gymnázium Kroměříž (ukončil jej maturitou). Byl vášnivým čtenářem a snil o kariéře novináře. Psal se ale rok 1990 a fakultu žurnalistiky zaplavili adepti, kterým režim do té doby studovat nedovolil (dvakrát se tak na studia nedostal pro převis uchazečů). Následně tedy v letech 1991 až 1993 ještě vystudoval pomaturitní obor všeobecná zdravotní sestra na Střední zdravotnické škole ČCK Brno. Studoval také žurnalistiku na Filozofické fakultě Univerzity Palackého v Olomouci.
V roce 1990 dostal nabídku jít dělat eléva do tehdejších Zlínských novin, přijal ji a začal psát. Dělal standardní zpravodajství, zpestřené o zajímavé rozhovory. Pracovní kariéru dále rozvíjel v Radiu Rubi Uničov a Rádiu Zlín. Od listopadu 1996 je členem Redakce zpravodajství České televize, mnoho let působil jako zlínský zpravodaj. Dne 13. prosince 2023 poprvé moderoval hlavní zpravodajský pořad České televize Události, v této roli nahradil Jakuba Železného.
V roce 2002 mu byl diagnostikován zhoubný nádor v pravé dolní čelisti, kvůli kterému přišel o čtvrtinu úst a zubů a musel se znovu učit mluvit. Je rozvedený, z prvního manželství má syna Jana. Od roku 2016 žije s přítelkyní Alenou a jejími dcerami (rovněž z jejího prvního manželství).